# Metanklatratkatastrofhypotesen
Metanklatratkatastrofhypotesen är det populära namnet på hypotesen att stigande havstemperaturer (och / eller sänkningar av havsnivån) kan utlösa plötsliga utsläpp av metan från föreningen metanklatrat (även kallat metanhydrat) begravda i havsbotten och i permafrost, som, på grund av att metan i sig är en kraftfull växthusgas, leder till ytterligare temperaturökning och som ger ytterligare metanklatratdestabilisering - i själva verket inleda en skenande process som är irreversibel när den väl är inledd, som när en pistol avlossas. I ursprungliga form föreslår hypotesen att "metanklatratkatastrof" kan orsaka plötslig skenande uppvärmning på en tidsskala mindre än en människas livstid och att den kan ha varit orsaken till uppvärmningshändelser i och i slutet av den senaste istiden  vilket nu anses som osannolikt. Det finns dock starkare bevis för att skenande metanklatratfrisättning kan ha orsakat drastiska förändringar av havsmiljön och atmosfären i jorden vid ett antal tillfällen i det förflutna, över tidsskalor av tiotusentals år, framför allt i samband med Perm–trias-utdöendet, då 96% av alla marina arter dog ut för 251 miljoner år sedan. 